# Sunny Sandler
Sunny Madeline Sandler (California, 2 de noviembre de 2008) es una actriz estadounidense. Sus padres son los actores Adam Sandler y Jackie Sandler. Es conocida por interpretar a Stacy Friedman en You Are So Not Invited to My Bat Mitzvah (2023), y a Vienna Gilmore en Happy Gilmore 2. Ambas son protagonizadas por su padre.

## Primeros años de vida
Sunny Madeline Sandler nació el 2 de noviembre de 2008 en California, como hija del actor y comediante Adam Sandler y de la modelo y actriz Jackie (de soltera Titone) Sandler. Tiene una hermana mayor llamada Sadie, que también es actriz. Sandler es de ascendencia judía rusa por parte de su padre y de ascendencia italiana por parte de su madre.  Es prima del actor, comediante y director Tyler Spindel  y nieta del político Joseph H. Titone .  

## Carrera
Sandler comenzó su carrera como actriz cuando era niña, apareciendo a menudo en películas producidas por su padre. Su primera aparición fue en Grown Ups (2010), donde interpretó a la hija de Tardio, un amigo del personaje de su padre. Desde entonces, ha aparecido en varias otras películas de Adam Sandler, incluyendo Just Go with It (2011), Jack and Jill (2011), That's My Boy (2012), Grown Ups 2 (2013), Blended (2014), The Ridiculous 6 (2015), Sandy Wexler (2017), The Week Of (2018), Murder Mystery (2019) y Hubie Halloween (2020).  En muchas de estas películas, interpretó papeles menores o interpretó a la hija del personaje de su padre.
En You Are So Not Invited to My Bat Mitzvah (2023), asumió el papel protagónico de Stacy Friedman donde recibió elogios por su actuación.    
En 2023, prestó su voz al personaje de Summer Chapman en la película animada Leo, una niña habladora que forma un vínculo con Leo, la mascota de la clase y quiene Adam Sandler le dio voz.  
En 2025 tuvo el papel importante de Vienna Gilmore, la hija de Happy Gilmore en la película de Netflix, Happy Gilmore 2. También tuvo un pequeño papel en Kinda Pregnant donde interpretó a Amy Schumer . 

## Filmografía
| Año  | Título                                            | Papel                         | Notas |
| ---- | ------------------------------------------------- | ----------------------------- | ----- |
| 2010 | Niños Grandes                                     | Sunny Tardio                  |       |
| 2011 | Sígueme el rollo                                  | Niña en el puente de cuerda   |       |
| 2011 | Jack y su gemela                                  | Niña en el barco              |       |
| 2012 | Ese es mi hijo                                    | Niña en el puesto de limonada |       |
| 2012 | Hotel Transilvania                                | Voces adicionales (voz)       |       |
| 2013 | Niños Grandes 2                                   | Sunny Tardio                  |       |
| 2014 | Juntos y Revueltos                                | Hijastra de Wall Street       |       |
| 2015 | Píxeles                                           | Dulce niña exploradora        |       |
| 2015 | Hotel Transilvania 2                              | Bebé Dennis (voz)             |       |
| 2015 | Los 6 ridículos                                   | Niña bailando                 |       |
| 2016 | El doble                                          | Daisy                         |       |
| 2017 | Sandy Wexler                                      | Lola                          |       |
| 2018 | La peor semana                                    | Eva                           |       |
| 2018 | Hotel Transylvania 3: Unas vacaciones monstruosas | Sunny (voz)                   |       |
| 2019 | Criminales en el mar                              | Brittany                      |       |
| 2020 | La otra Missy                                     | Lobby Strong Sunny            |       |
| 2020 | El Halloween de Hubie                             | Cooky                         |       |
| 2022 | Jugar en casa                                     | Brooke                        |       |
| 2022 | Garra                                             | Niña de 13 años               |       |
| 2023 | Unos suegros de armas tomar                       | Gracie                        |       |
| 2023 | Ni de coña estás invitada a mi bat mitsvá         | Stacy Friedman                |       |
| 2023 | Leo                                               | Summer Chapman (voz)          |       |
| 2024 | El astronauta                                     | Anna                          |       |
| 2025 | Algo embarazada                                   | Daisy                         |       |
| 2025 | Terminagolf 2                                     | Vienna Gilmore                |       |